# Видавничий договір
Видавни́чий до́гові́р — договір між автором і видавництвом, за яким автор передає видавництву право друкувати свій твір, а видавництво повинно видати його і виплатити авторові гонорар.
У договорі має бути чітко зазначено специфіку твору, його обсяг, тираж, термін публікації чи перевидання, розмір авторської винагороди (гонорару) та порядок її сплати, вказано наслідки невиконання зобов’язань сторонами цього договору. 
У Радянському Союзі видавничий договір укладався відповідно до типових видавничих договорів на твори літератури, в тому числі наукової, музики та образотворчого мистецтва, які були затверджені Держкомвидавом СРСР в 1975 році. Типові видавничі договори визначали права та обов'язки сторін (автора і видавця), терміни подання та розгляду твору, правила про виплату автору грошової винагороди, припинення видавничого договору та інші відносини.
Видавничий договір є найрозповсюдженішим видом авторських договорів. 